# 보물섬 (텔레비전 프로그램)
보물섬은 매주 화요일 저녁 7시 40분에 KBS제주방송총국에서 방송하는 한국방송공사의 텔레비전 프로그램이다.

## 기획 의도
제주도 도민들의 역사와 풍물을 소개하는 텔레비전 프로그램이다.

## 방송 시간
현재 방송 시간은 2019년 1월 1일을 기준으로 한다. 전국 방송은 KBS 네트워크 특선에서 방송된다.
| 방송 채널       | 방송 기간                          | 방송 시간                                |
| --------------- | ---------------------------------- | ---------------------------------------- |
| KBS제주방송총국 | 2010년 8월 6일 ~ 2010년 12월 10일  | 매주 금요일 저녁 7:30 ~ 저녁 8:25 (55분) |
| KBS제주방송총국 | 2011년 1월 6일 ~ 2012년 8월 23일   | 매주 목요일 저녁 7:30 ~ 저녁 8:25 (55분) |
| KBS제주방송총국 | 2012년 9월 5일 ~ 2015년 6월 10일   | 매주 수요일 저녁 7:30 ~ 저녁 8:25 (55분) |
| KBS제주방송총국 | 2015년 6월 16일 ~ 2016년 4월 19일  | 매주 화요일 저녁 7:30 ~ 저녁 8:25 (55분) |
| KBS제주방송총국 | 2016년 4월 26일 ~ 2018년 12월 25일 | 매주 화요일 저녁 7:35 ~ 저녁 8:25 (50분) |
| KBS제주방송총국 | 2019년 1월 1일 ~ 현재              | 매주 화요일 저녁 7:40 ~ 저녁 8:30 (50분) |
| KBS 1TV         | 2011년 7월 5일 ~ 2011년 9월 27일   | 매주 화요일 오후 4:10 ~ 5:00 (50분)      |
| KBS 1TV         | 2012년 1월 3일 ~ 2012년 3월 27일   | 매주 화요일 오후 4:10 ~ 5:00 (50분)      |
| KBS 1TV         | 2012년 7월 3일 ~ 2012년 9월 8일    | 매주 화요일 오후 4:10 ~ 5:00 (50분)      |
| KBS 1TV         | 2013년 6월 11일 ~ 2013년 7월 16일  | 매주 화요일 오후 4:10 ~ 5:00 (50분)      |
| KBS 1TV         | 2013년 7월 23일 ~ 2013년 10월 15일 | 매주 화요일 오후 4:10 ~ 5:00 (50분)      |
| KBS 1TV         | 2015년 10월 2일 ~ 2016년 3월 25일  | 매주 금요일 오전 11:00 ~ 11:55 (55분)    |
| KBS 1TV         | 2016년 3월 31일 ~ 2016년 4월 21일  | 매주 목요일 오후 1:00 ~ 1:55 (55분)      |
| KBS 1TV         | 2016년 4월 28일 ~ 2016년 12월 29일 | 매주 목요일 오후 1:05 ~ 1:55 (50분)      |

## 역대 진행자
현재 진행자는 2016년 4월 26일을 기준으로 한다.
| 역대 | 진행자         | 진행 기간                         |
| ---- | -------------- | --------------------------------- |
| 1대  | 이영재, 현송희 | 2011년 3월 10일                   |
| 2대  | 이영재, 전주리 | 2011년 3월 17일 ~ 2012년 8월 23일 |
| 3대  | 현송희         | 2012년 9월 5일 ~ 2013년 4월 10일  |
| 4대  | 이각경         | 2013년 4월 17일 ~ 2015년 6월 10일 |
| 5대  | 한승훈         | 2015년 6월 16일 ~ 2016년 4월 19일 |
| 6대  | 강성규         | 2016년 4월 26일 ~ 2017년 8월 15일 |
| 7대  | 고새롬         | 2018년 3월 6일 ~ 2018년 5월 29일  |
| 8대  | 정현정         | 2018년 6월 5일 ~ 2019년 10월 8일  |

## 구성
- 걸으멍 보멍 들으멍
- 밥상 위 제주
- 고고 (Go古) 제주 찾기